# Jerneja Smonkar
Jerneja Smonkar, slovenska atletinja, * 27. januar 1992, Slovenj Gradec.
Za Slovenijo je v teku na 800 metrov nastopila na Evropskem dvoranskem atletskem prvenstvu 2021 in postavila osebni rekord s časom 2:03,27.